# اگوینالدو، ایفوگاو
اگوینالدو، ایفوگاو (به لاتین: Aguinaldo, Ifugao) یک سکونتگاه مسکونی در فیلیپین است که در ایفوگائو واقع شده‌است.

## خصوصیات
اگوینالدو ۵۳۸٫۰۵ کیلومترمربع مساحت و ۱۸٬۶۱۰ نفر جمعیت دارد.